# Змова (фільм, 2004)
«Змова» (англ. I Heart Huckabees, також знаний як «Зломники сердець») — комедія режисера, продюсера і сценариста Девіда Расселла спільного виробництва США, Великої Британії і Німеччині, що вийшла 2004 року. У головних ролях Дастін Гоффман, Ізабель Юппер, Джуд Лоу.
Сценаристом також був Джефф Баена, продюсерами також були Ґреґорі Ґудман і Скотт Рудін. Вперше фільм продемонстрували 10 вересня 2004 року у Канаді на Міжнародному кінофестивалі у Торонто.
В Україні у кінопрокаті фільм не демонструвався. Переклад й озвучення українською мовою було виконано студією «1+1».

## Сюжет
Бернард Джафф і його дружина Вівіан стали детективами і почали займатися вирішенням особистих емоційних проблем. Першим їхнім клієнтом став молодий голова місцевого відділення роздрібної торгової мережі Альберт Марковскі, що непокоїться своєю кар'єрою. Проводячи розслідування, Джаффи зрозуміли, що все оточення Альберта також потребує допомоги.

## У ролях
| Актор            | Персонаж                                 | Роль                                                               |
| ---------------- | ---------------------------------------- | ------------------------------------------------------------------ |
| Дастін Гоффман   | Бернард Джафф англ. Bernard Jaffe        | детектив з вирішення особистих емоційних проблем, чоловік Вівіан   |
| Ізабель Юппер    | Кетрін Вобан англ. Caterine Vauban       | колишня студентка Джаффів                                          |
| Джуд Лоу         | Бред Стенд англ. Brad Stand              | конкурент Альберта                                                 |
| Джейсон Шварцман | Альберт Марковскі англ. Albert Markovski | голова місцевого відділення роздрібної торгової мережі             |
| Лілі Томлін      | Вівіан Джафф англ. Vivian Jaffe          | детектив з вирішення особистих емоційних проблем, дружина Бернарда |
| Марк Волберг     | Томмі Корн англ. Tommy Corn              | екологічний активіст                                               |
| Наомі Воттс      | Доун Кемпбелл англ. Dawn Campbell        | дівчина Бреда                                                      |
| Айла Фішер       | Гізер англ. Heather                      |                                                                    |
| Джона Гілл       | Брет Гутен англ. Bret Hooten             |                                                                    |
| Річард Дженкінс  | містер Гутен англ. Mr. Hooten            | батько Бреда                                                       |
| Кевін Данн       | Марті англ. Marty                        |                                                                    |

## Сприйняття

### Критика
Фільм отримав здебільшого позитивні відгуки: Rotten Tomatoes дав оцінку 62 % на основі 187 відгуків від критиків (середня оцінка 6,3/10) і 76 % від глядачів із середньою оцінкою 3,3/5 (174,392 голоси). Загалом на сайті фільми має позитивний рейтинг, фільму зарахований «стиглий помідор» від кінокритиків і «попкорн» від глядачів, Internet Movie Database — 6,8/10 (50 789 голосів), Metacritic — 55/100 (40 відгуків критиків) і 7,4/10 від глядачів (132 голоси). Загалом на цьому ресурсі від критиків фільм отримав змішані відгуки, а від глядачів — позитивні.

### Касові збори
Під час показу у США протягом першого вузького тижня, що розпочався 1 жовтня 2004 року, фільм показали у 4 кінотеатрах і він зібрав 292,177 $, що на той час дозволило йому зайняти 24 місце серед усіх прем'єр. Протягом наступного, широкого, тижня (22 жовтня 2004 року), фільм показали у 785 кінотеатрах і він зібрав 2,902,468 $ (10 місце). Показ фільму протривав 147 днів (21 тиждень) і завершився 24 лютого 2005 року. За цей час фільм зібрав у прокаті у США 12,785,432  доларів США (за іншими даними 12,784,713 $), а у решті країн 7,286,740 $ (за іншими даними 7,250,000 $), тобто загалом 20,072,172 $ (за іншими даними 20,034,713 $) при бюджеті 20 млн $ (22 млн $).

### Нагороди і номінації[10]
| Рік  | Нагорода                                  | Категорія                                             | Номінант      | Результат |
| ---- | ----------------------------------------- | ----------------------------------------------------- | ------------- | --------- |
| 2004 | Gotham Awards                             | Найкращий фільм                                       | Девід Расселл | Номінація |
| 2005 | Асоціація кінокритиків Центрального Огайо | Найкращий акторський склад                            |               | Перемога  |
| 2005 | Chlotrudis Awards                         | Найкраща чоловіча роль другого плану                  | Марк Волберг  | Номінація |
| 2005 | Golden Trailer Awards                     | Найкращий незалежний фільм                            | стрічка       | Перемога  |
| 2005 | Golden Trailer Awards                     | Найкраща комедія                                      | стрічка       | Номінація |
| 2005 | Satellite Awards                          | Найкращий актор у лругорядній ролі, комедія чи мюзикл | Марк Волберг  | Номінація |

### Виноски
1. 1 2 3  I Heart Huckabees: Release Info (англ.). Internet Movie Database. Архів оригіналу за 17 серпня 2013. Процитовано 27 січня 2014.
2. 1 2 3 4 5 6  I Heart Huckabees (англ.). Box Office Mojo. Архів оригіналу за 10 серпня 2015. Процитовано 27 січня 2014.
3. 1 2 3 4 5 6  I Heart Huckabees (англ.). The Numbers. Архів оригіналу за 3 вересня 2014. Процитовано 27 січня 2014.
4. 1 2  I Heart Huckabees (англ.). Internet Movie Database. Архів оригіналу за 19 січня 2014. Процитовано 27 січня 2014.
5. ↑  I Heart Huckabees (англ.). Allmovie. Архів оригіналу за 18 липня 2017. Процитовано 27 січня 2014.
6. ↑  I Heart Huckabees: Full Cast & Crew (англ.). Internet Movie Database. Архів оригіналу за 4 березня 2013. Процитовано 27 січня 2014.
7. ↑  Взломщики сердец. Премьеры (рос.). КиноПоиск. Архів оригіналу за 1 вересня 2012. Процитовано 27 січня 2014.
8. ↑  I Heart Huckabees (англ.). Rotten Tomatoes. Архів оригіналу за 18 січня 2010. Процитовано 27 січня 2014.
9. ↑  I Heart Huckabees (англ.). Metacritic. Архів оригіналу за 22 листопада 2015. Процитовано 27 січня 2014.
10. ↑  I Heart Huckabees: Awards (англ.). Internet Movie Database. Архів оригіналу за 18 квітня 2016. Процитовано 27 січня 2014.